# Кшценцин
Кшценцин (пол. Krzcięcin) — село в Польщі, у гміні Шидловець Шидловецького повіту Мазовецького воєводства.
Населення — 77 осіб (2011).
У 1975-1998 роках село належало до Радомського воєводства.

## Демографія
Демографічна структура станом на 31 березня 2011 року:
|          | Загалом | Допрацездатний вік | Працездатний вік | Постпрацездатний вік |
| -------- | ------- | ------------------ | ---------------- | -------------------- |
| Чоловіки | 46      | 17                 | 26               | 3                    |
| Жінки    | 31      | 6                  | 19               | 6                    |
| Разом    | 77      | 23                 | 45               | 9                    |